# Yohannes Haile-Selassie

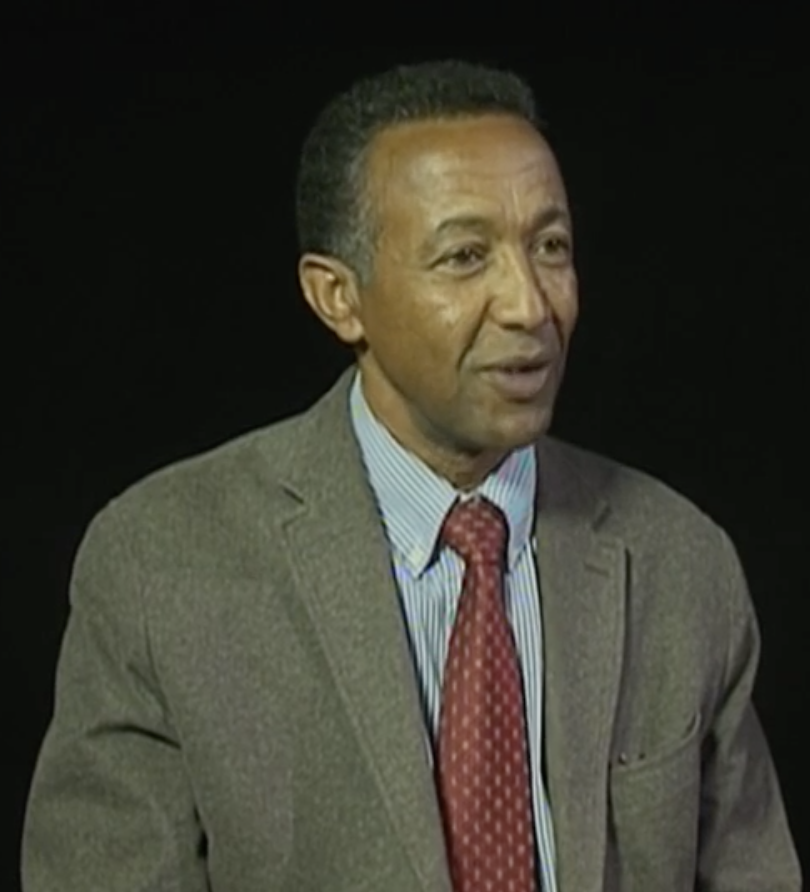
Yohannes Haile-Selassie, 2017

Yohannes Haile-Selassie (amharisch: ዮሀንስ ኃይለ ሥላሴ; * 23. Februar 1961 in Adigrat, Äthiopien) ist ein äthiopischer Paläoanthropologe. Er wurde in Fachkreisen bekannt durch mehrere Funde von frühen Vormenschen, darunter das Typusexemplar der von ihm benannten Art Ardipithecus kadabba. Er erforscht in Rahmen des Middle Awash Research Project vor allem die Fossilienfundstätten entlang des Awash im so genannten Afar-Dreieck.

## Ausbildung
Yohannes Haile-Selassie wuchs ohne Vater und ohne Geschwister auf und lebte ab seinem neunten Lebensjahr bei wechselnden Verwandten. Im Alter von 17 Jahren begann er, Geschichtswissenschaft in Addis Abeba zu studieren – das Fachgebiet war ihm von den Behörden vorgegeben worden. 1982 erwarb er den Bachelor-Grad. Als Gegenleistung für den damals in Äthiopien schulgeldfreien College-Besuch waren die Absolventen verpflichtet, danach mindestens zwei Jahre lang im Staatsdienst zu arbeiten; Yohannes Haile-Selassie wurde dem Kulturministerium zugewiesen und erhielt seinen Arbeitsplatz im Nationalmuseum von Äthiopien in Addis Abeba.
Sein Arbeitsbeginn fiel zusammen mit einem Moratorium, das dem Schutz des kulturellen Erbes Äthiopiens dienen sollte und die bis 1981 erteilten Grabungsgenehmigungen für ausländische Paläoanthropologen bis 1990 aussetzte. Betroffen hiervon war vor allem Donald Johansons Projekt in Hadar sowie die 1981 erst begonnene Vorbereitung von John Desmond Clark und Tim White für das Middle Awash Projekt. Haile-Selassie lernte diese Forscher kennen, da er im Museum die dort gelagerten Fossilien zu reinigen und zu ordnen hatte. Die Beschäftigung mit den Knochenfunden weckte sein Interesse an der Paläoanthropologie, so dass er sich Fachbücher besorgte und sich im Selbststudium einiges Wissen aneignete.
1988 erhielt Berhane Asfaw, der gerade als erster Äthiopier einen Doktorgrad im Fach Anthropologie erworben hatte, eine Ausnahmegenehmigung zur Erkundung neuer paläoanthropologischer Grabungsstätten. Haile-Selassie, der seit 1985 als wissenschaftlicher Assistent im Labor für Paläoanthropologie des Äthiopischen Nationalmuseums tätig war, wurde als Beauftragter des Kulturministeriums zu diesem Forscherteam abgeordnet. In gleicher Funktion war er 1990 und 1991 mit Tim White am Mittleren Awash für das wieder aufgenommene Middle Awash Research Projekt tätig und bewies dabei sein Geschick im Auffinden von homininen Fossilien. Berhane Asfaw, der seit 1990 Direktor des Nationalmuseums war, und Tim White rieten Haile-Selassie zu einer Bewerbung um ein Stipendium in den USA, das ihm ab 1992 von der Wenner-Gren Foundation for Anthropological Research bewilligt wurde.
Daher nahm Yohannes Haile-Selassie seine akademische Ausbildung wieder auf und erwarb 1995 an der University of California, Berkeley zunächst den Magister-Abschluss im Fach Anthropologie. 2001 wurde ihm unter Anleitung von Tim White der Doktor-Grad im Fach Integrative Biologie zuerkannt, aufgrund seiner Studie „Late Miocene Mammalian Fauna from the Middle Awash Valley, Ethiopia“.
Seit 2002 leitet Haile-Selassie als Kurator die Abteilung für Physische Anthropologie am Cleveland Museum of Natural History in Cleveland, USA. Gleichzeitig wurde er zum Adjunct Assistant Professor für Anthropologie an der Case Western Reserve University berufen.
Seit dem 1. Juni 2021 ist er Direktor des Institute of Human Origins.

## Forschungsarbeiten
Yohannes Haile-Selassie arbeitete von Beginn an im Middle Awash Projekt mit und entdeckte u. a. die ersten fossilen Fundstücke von Ardipithecus kadabba. Am 5. November 1994 fand er zudem die beiden ersten Fragmente des „Ardi“ genannten, 4,4 Millionen Jahre alte Skeletts eines Ardipithecus ramidus. Ferner entdeckte er im November 1997 das Typusexemplars von Australopithecus garhi, einen 2,5 Millionen Jahre alten Hirnschädel. Sein Arbeitsgebiet umfasst aber auch ganz allgemein die Paläontologie der Wirbeltiere Ostafrikas und deren Evolution im Oberen Miozän sowie die Paläobiogeographie und die Paläoökologie dieser Epoche.
2005 entdeckte er mit seinem Team in der Afar-Region das Teilskelett KSD-VP-1/1 von Australopithecus afarensis, das deutlich größer und älter als „Lucy“ ist.
2012 beschrieb Haile-Selassie als Hauptautor den Burtele-Fuß, ein bislang keiner bestimmten Art zugeordnetes, rund 3,4 Millionen Jahre altes Fossil, das im Forschungsgebiet Woranso-Mille – 360 Kilometer nordöstlich von Addis Abeba – entdeckt wurde.

## Belege
1. ↑  Curriculum vitae, eingesehen am 7. Februar 2022.
2. ↑  A History of Research and Discovery. Auf der Website des Institute of Human Origins, zuletzt eingesehen am 7. Februar 2022.
3. ↑  Tim D. White et al.: Ardipithecus ramidus and the Paleobiology of Early Hominids. In: Science. Band 326, 2009, S. 76, doi:10.1126/science.1175802.
4. ↑  Cleveland Museum of Natural History: Webseite von Yohannes Haile-Selassie (Stand: 2016). (Memento vom 30. März 2018 im Internet Archive)
5. ↑  Yohannes Haile-Selassie et al.: An early Australopithecus afarensis postcranium from Woranso-Mille, Ethiopia. In: PNAS. Band 107, Nr. 27, 2010, S. 12121–12126, doi:10.1073/pnas.1004527107.
6. ↑  Yohannes Haile-Selassie et al.: A new hominin foot from Ethiopia shows multiple Pliocene bipedal adaptations. In: Nature. Band 483, 2012, S. 565–569, doi:10.1038/nature10922.

| Personendaten    | Personendaten                  |
| ---------------- | ------------------------------ |
| NAME             | Haile-Selassie, Yohannes       |
| KURZBESCHREIBUNG | äthiopischer Paläoanthropologe |
| GEBURTSDATUM     | 23. Februar 1961               |
| GEBURTSORT       | Adigrat, Äthiopien             |